# Фіджійська мова
Фіджійська (східнофіджійська) мова — мова фіджійців, поширена на островах Фіджі. Відноситься до океанійських мов австронезійських мов, близька полінезійським мовам, однак не входить до їх складу.
Фіджійська мова є рідною для  350 000 людей, ще  200 000 знають її як другу мову. Конституція 1997 року дала фіджійській мові статус офіційної мови Фіджі разом з англійською і хіндустані. В наш час[коли?] ведеться дискусія про підняття її до статусу державної.
Стандартна фіджійська заснована на східнофіджійському діалекті мбау.

## Діалекти
Виділяються чотири нерегіональних варіанти фіджійської мови:
- меке (англ. Meke Fijian, традиційна мова поезії та пісень);
- стандартна фіджійська (мова дипломатії і торгівлі);
- розмовна фіджійська (повсякденна фіджійська);
- висока фіджійська (англ. Old High Fijian), розроблена європейськими місіонерами[1].

Крім цього існує близько 300 територіальних діалектів, які об'єднуються у два головні діалекти фіджійської мови: східний і західний.

## Фонологія

### Приголосні
Таблиця приголосних фонем фіджійської мови виглядає так:
|                 | Губно-губні | Губно-губні | Губно-зубний | Губно-зубний | Зубні і Альвеолярні | Зубні і Альвеолярні | палатальні | палатальні | Велярний | Велярний | проривні | проривні |
| --------------- | ----------- | ----------- | ------------ | ------------ | ------------------- | ------------------- | ---------- | ---------- | -------- | -------- | -------- | -------- |
| Вибухові        | (p)         | mb          |              |              | t                   | nd                  |            |            | k        | ŋg       |          |          |
| Носові          |             | m           |              |              |                     | n                   |            |            |          | ŋ        |          |          |
| Фрикативні      |             | β           | (f)          |              | s                   | ð                   |            |            | (x)      |          |          |          |
| Тремтячі        |             |             |              |              |                     | r                   |            |            |          |          |          |          |
| Тремтячо-носові |             |             |              |              |                     | nr                  |            |            |          |          |          |          |
| Апроксиманти    |             |             |              |              |                     |                     |            | j          |          |          |          | w        |
| Бічні бокові    |             |             |              |              |                     | l                   |            |            |          |          |          |          |

Звуки [pf] зустрічаються тільки в словах іншомовного походження.
Звуки [xh] зустрічаються тільки в окремих регіонах Фіджі.

### Голосні
Голосні фонеми:
| монофтонги | Короткі | Короткі | Довгі   | Довгі |
| монофтонги | Передні | Задні   | Передні | Задні |
| ---------- | ------- | ------- | ------- | ----- |
| Верхні     | i       | u       | i ː     | u ː   |
| Середні    | e       | o       | e ː     | o ː   |
| Нижні      | a       | a       | a ː     | a ː   |

| Дифтонги               | Близькі до [i] | Близькі до [u] |
| ---------------------- | -------------- | -------------- |
| Перший компонент [i]   |                | iu             |
| Перший компонент [e ]  | ei             | eu             |
| Перший компонент [o ]  | oi             | ou             |
| Перший компонент [ a ] | ai             | au             |

## Орфографія
Фіджійський алфавіт заснований на латинському алфавіті.
Фіджійський алфавіт складається з таких літер:
ABCDEFGIJKLMNOPQRSTUVWY
abcdefgijklmnopqrstuvwy
Між приголосними фонемами й літерами, що позначають їх, існує взаємно однозначна відповідність:
| - b = [mb] - c = [ð] - d = [nd] - f = [f] - g = [ŋ] - j = [x] - k = [k] - l = [l] - m = [m] | - n = [n] - p = [p] - q = [ŋɡ] - r = [r] - s = [s] - t= [t] - v= [β] - w= [w] - y = [j] |

Основні особливості фіджійськой графіки: буква c позначає міжзубні спіранти [ð],  g Сонант [ŋ], q — поєднання [ŋɡ],  b і D вимовляються як [mb] і [nd]. Диграф dr передає постальвеолярний [n̠d̠], а іноді тремтячий [n̠d̠r̠].
Голосні aeiou мають сувору відповідність МФА, але довгота голосних на письмі зазвичай не позначається, за винятком словників та підручників, де використовується Макрон.
Наголос падає на будь-який довгий голосний або дифтонг, або на передостанній голосний: tū [tu ː] 'стояти', kau [kau] 'дерево', gone [ŋone] 'дитина', tagane [taŋane] 'чоловік'.
У довгих словах акцнетизується останній наголос, в інших — другорядний наголос: itukutuku [iˌtukutuku] 'розповідь', kedatou [ˌkendatou] 'ми (3) '.

## Історія
Створення письмової форми фіджійської мови пов'язане з появою на островах Фіджі християнських місіонерів.
Найважливіший внесок вніс шотландський місіонер Девід Каргілл (англ. David Cargill), який розробив фіджійську орфографію, засновану на тонганській мові, яка, у свою чергу, базувалася на мові таїті.
Перші переклади християнських книг були зроблені на діалекті островів Лау. Згодом з'являлись переклади на діалектах островів Сомосомо, Рева та Бау.
Поступово з'явилися потреба в розробці основної літературної форми фіджійської мови. За основу був узятий діалект острова Бау, одного з найбільш могутніх островів на той період.

## Додаткова література
- Граматика фіджійського мови (англ.)
- Canonical Types and Noun Phrase Configuration in Fijian
- Comparative Syntax of Fijian and Tongan (англ.)
- Incorporation, Pronominal Arguments, and Configurationality in Fijian[недоступне посилання з травня 2019] (англ.)
- Reduplication in Kihehe: The Asymmetrical Enforcement[недоступне посилання з травня 2019] (англ.)